# 오다테촌
오다테촌(大館村)은 아오모리현 산노헤군에 놓여졌던 촌이다.

## 연혁
- 1889년 4월 1일 - 정촌제 시행에 의해 산노헤군 니다촌 , 묘촌 , 도카이치촌 , 마츠다테촌과 합병해 , 오다테촌이 성립하였다.
- 1958년 9월 10일 - 하치노헤시에 편입되어 소멸하였다.